# Pałac w Bronowie (powiat świdnicki)
Pałac w Bronowie – zabytkowy pałac  w Bronowie – wsi w Polsce, w województwie dolnośląskim, w powiecie świdnickim, w gminie Dobromierz.

## Historia
Ród Mutiusów przebudował w 1780 r. ówczesny dwór wybudowany około 1670 r. (XVII wiek) na istniejący do dzisiaj pałac, który zachował cechy baroku (portal, lukarny, pilastry).  Obiekt wybudowany na planie prostokąta nakryty był dachem czterospadowym. W pałacowych dobrach rodzina von Mutius posiadała liczne przedmioty sztuki (meble, szkło, porcelana, srebrna zastawa) oraz liczą kolekcję obrazów francuskiego malarza Antoine'a Pesne (1683–1757 od 1711 dworskiego malarza na Pruskim Dworze Królewskim w Berlinie) i malarza portrecisty Antona Graffa (1736–1813). Współcześnie pałac jest w stanie ruiny. Obiekt jest częścią zespołu pałacowego, w skład którego wchodzą jeszcze: dom ogrodnika wzniesiony w latach 80. XVIII w. i park, który znajduje się wokół pałacu, a w nim starodrzew z platanami, lipami, klonami oraz, co jest rzadkością w tych stronach, kasztanem jadalnym.